# (4256) Kagamigawa
(4256) Kagamigawa es un asteroide perteneciente al cinturón de asteroides, descubierto el 3 de octubre de 1986 por Tsutomu Seki desde el Observatorio de Geisei, Geisei, Japón.

## Designación y nombre
Designado provisionalmente como 1986 TX. Fue nombrado Kagamigawa en homenaje al río “Kagami” que fluye por Kōchi ciudad japonesa donde nació el descubridor.